# Tacchino alla canzanese
Il tacchino alla canzanese è un piatto tipico del territorio della provincia di Teramo, in Abruzzo, in particolare di Canzano, da cui prende il nome. Fa parte dei Prodotti agroalimentari tradizionali abruzzesi.

## Descrizione
Il tacchino viene servito freddo, insieme alla gelatina ottenuta facendo riposare e raffreddando il brodo di cottura dello stesso.
L'animale, pulito, disossato e cucito per evitarne il disfacimento, viene sottoposto a una lunga cottura in acqua insieme con le ossa frantumate. Al termine il brodo di cottura, filtrato e raffreddato, si trasforma in gelatina.
Questa pietanza è diffusa e commercializzata in tutto il teramano, anche se la ricetta industriale differisce da quella tradizionale.